# 索博利夫卡 (庫皮揚斯克區)
49°42′22″N 37°33′41″E / 49.70611°N 37.56139°E
索博利夫卡（烏克蘭語：Соболівка）是位於烏克蘭東部的村莊，由哈爾科夫州庫皮揚斯克區的金德拉希夫卡市鎮負責管轄。該村始建於1851年，面積0.22平方公里，海拔高度123米，2001年人口88，人口密度每平方公里396.4人。